# Lasioglossum guaruvae
Lasioglossum guaruvae är en biart som först beskrevs av Jesus Santiago Moure 1987.  Lasioglossum guaruvae ingår i släktet smalbin, och familjen vägbin. Inga underarter finns listade i Catalogue of Life.